# Andy Breckman

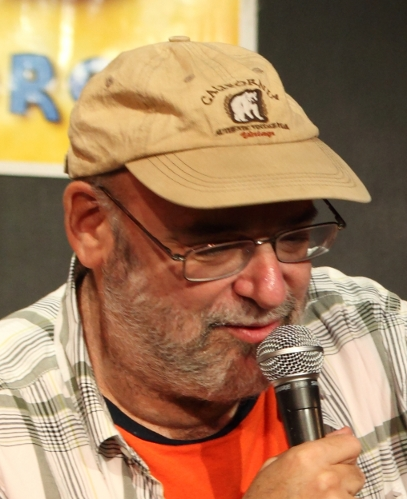
Andy Breckman, 25. August 2010

Andy Breckman (* 3. März 1955 in Philadelphia, Pennsylvania) ist ein US-amerikanischer Drehbuch- und Sketchschreiber, Fernsehproduzent und Radiomoderator. Besonders bekannt ist er als Erfinder und Executive Producer der Fernsehserie Monk.

## Biografie
Breckman brach sein Studium an der Boston University bereits im ersten Semester ab, um sich als Stand-up Comedian und Folk-Sänger zu versuchen und veröffentlichte auch zwei Alben. 1980 ging er mit dem Sänger Don McLean auf Tournee. Ebenfalls in den 80er-Jahren schrieb Breckman Sketche für die Comedy-Fernsehshows Saturday Night Live und Late Night with David Letterman. Für diese Arbeiten wurde er 1984 und 1987 für den Emmy Award nominiert.
In den folgenden Jahrzehnten profilierte sich Breckman jedoch mehr in seiner Eigenschaft als Comedy-Drehbuchschreiber, wobei er anfangs eher mittelmäßige Gelegenheitsarbeiten übernahm, bis er sich schließlich mit Hits wie I.Q. und Rat Race profilieren konnte.
Seit Oktober 1991 moderiert Breckman zudem eine wöchentliche Comedy-„Call-in“-Radiosendung namens Seven Second Delay auf dem Sender WFMU zusammen mit dem gegenwärtigen Manager des Senders, Ken Freedman (dessen Namen er als Mitglied des Design-Teams des Raketenschlitten „Lightning II“ in Rat Race einbaute).
Im Herbst 2001 lehrte Breckman kurzzeitig als außerordentlicher Professor an der Columbia University. Sein Kurs behandelte das Schreiben für Fernseh-Comedy-Produktionen. Außerdem schrieb Breckman einige Texte für die Oscarverleihung 2003, wofür er 2004 für den Writers Guild of America Award nominiert wurde. Im Dezember 2003 tourte er mit Al Franken im Rahmen eines United-Service-Organizations-Programms für US-Soldaten in Irak, Usbekistan, Kuwait und Afghanistan.
Breckman lebt gegenwärtig in Madison, New Jersey mit seiner zweiten Frau, der Dokumentar-Filmemacherin Beth Landau, mit der er Anfang 2004 durch Jerry Zucker verheiratet wurde. Zusätzlich zu zwei Töchtern und einem Sohn aus erster Ehe hat Breckman mit seiner gegenwärtigen Frau noch eine Tochter und noch einen Sohn.

## Filmografie

### Kino
- 1988: Moving – Rückwärts ins Chaos (Moving)
- 1988: Arthur 2 – On the Rocks (Arthur 2: On the Rocks)
- 1988: Heiß auf Trab (Hot to Trot)
- 1991: Der große Blonde mit dem schwarzen Fuß (True Identity)
- 1994: I.Q. – Liebe ist relativ (I.Q.)
- 1996: Immer Ärger mit Sergeant Bilko (Sgt. Bilko)
- 2001: Rat Race – Der nackte Wahnsinn (Rat Race)

### Fernsehen und Video
- 1979: Hot Hero Sandwich
- 1982: Late Night with David Letterman
- 1983–1985: Saturday Night Live
- 1991: Saturday Night Live: The Best of Robin Williams
- 1998: Saturday Night Live: The Best of Phil Hartman
- 1998: Mein Uropa, der Held (Tourist Trap)
- 2000: TV Funhouse
- 2002–2009: Monk
- 2003: Oscarverleihung 2003 (The 75th Annual Academy Awards)
- 2009: Little Monk
- 2023: Mr. Monk’s Last Case: A Monk Movie